# Exploración del océano Pacífico

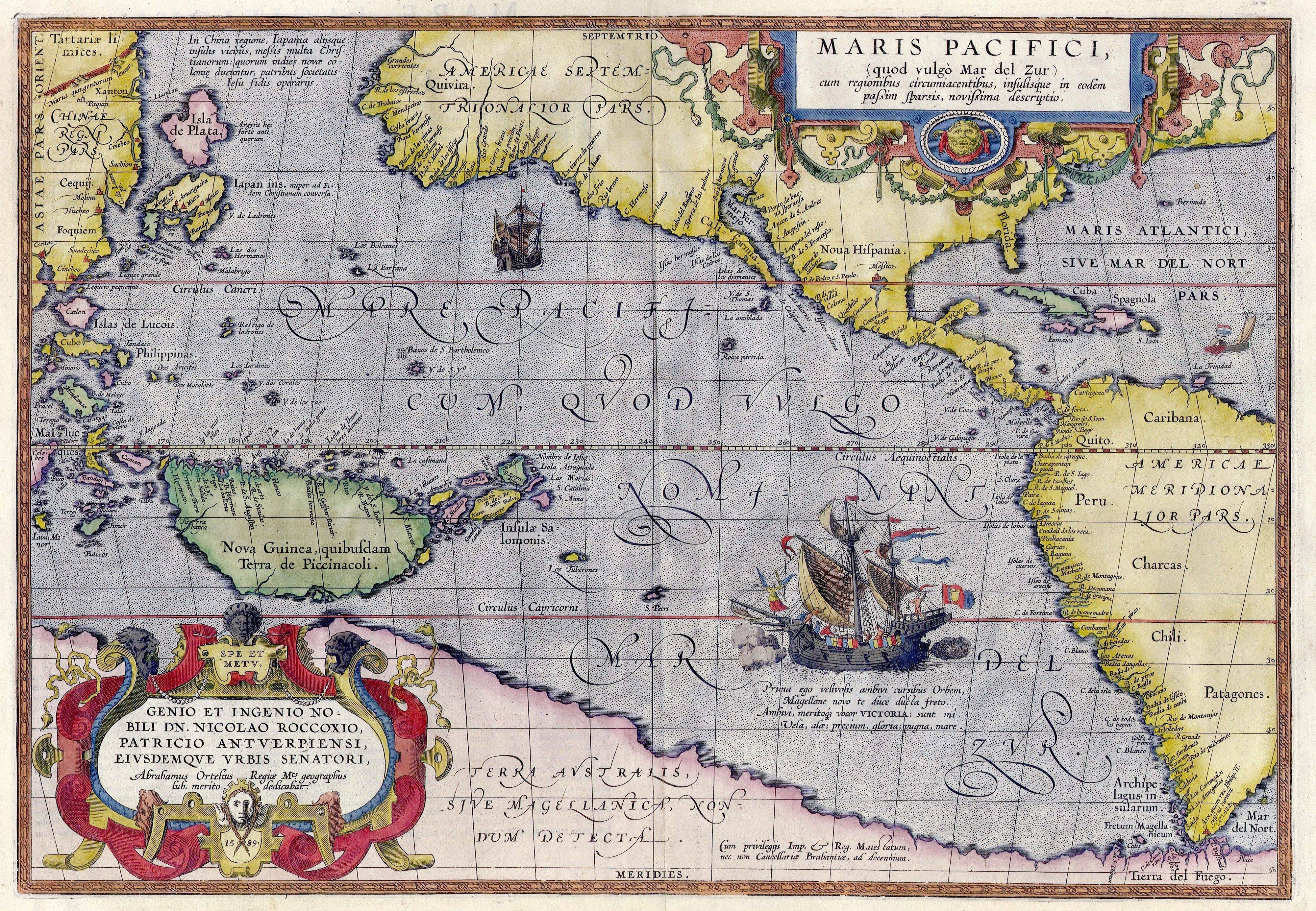
Maris Pacifici de Ortelius (1589). Uno de los primeros mapas impresos que muestran el océano Pacífico; ver también mapa Waldseemüller. (1507)

La exploración del océano Pacífico se refiere al proceso mediante el cual navegantes europeos, comenzando con la expedición española de Fernando de Magallanes, cruzaron dicho océano desde América hasta Asia, descubriendo nuevas rutas, archipiélagos y continentes. Aunque los polinesios ya habían poblado casi todas las islas del Pacífico alrededor de 1200 d C., fueron los integrantes de la expedición de Magallanes en 1522 los primeros en cruzarlo de un extremo a otro. A lo largo del siglo XVI siguieron otras expediciones españolas como la de García Jofre de Loaísa de 1525, Ruy López de Villalobos de 1542 o Miguel López de Legazpi de 1565. Esta última dio lugar al primer asentamiento español en el Pacífico, en las islas Filipinas, y al descubrimiento del tornaviaje por Andrés de Urdaneta. Gracias a dicho descubrimiento, se creó la primera ruta transoceánica del Pacífico: la ruta española del galeón de Manila, que surcó el ancho océano Pacífico entre el Virreinato de la Nueva España (México) y las Filipinas durante 250 años. El galeón cruzaba el Pacífico una o dos veces al año, llevando mercancías y pasajeros en ambas direcciones. Más tarde, otras potencias europeas, especialmente Francia, Inglaterra y Holanda, comenzaron a explorar el Pacífico esporádicamente a partir del siglo XVII, y más regularmente a partir del XVIII.

## Antes de Magallanes
Los humanos llegaron a Australia por lo menos 40000 a. C., lo que implica que de algún modo tuvieron que cruzar el océano. y también estaban en América antes de 10000 a. C.. Hay varias teorías que sostienen que podrían haber viajado desde las islas de la Melanesia y la Polinesia en canoas hasta llegar a las costas de Sudamérica.

### Los polinesios

Expansión polinesia

Hacía el 3000 a. C. hablantes de lenguas austronesias, probablemente de la isla de Taiwán, comenzaron a dominar el arte de viajar en canoa a larga distancia y se extendieron, o sus lenguas, hacia el sur, hasta las Filipinas e Indonesia, y hacia el oeste, hasta las islas de la Micronesia y la Melanesia. Los polinesios se separaron y ocuparon la Polinesia al este. Las fechas y las rutas son inciertas, pero parece que habrían comenzado desde el archipiélago Bismarck, dirigiéndose al oeste pasando de Fiyi a Samoa y a Tonga, hacia el 1500 d. C.. Hacia el año 100 a. C. ya estaban en las islas Marquesas y entre 300-800 a. C. en Tahití (Tahití está al oeste de las Marquesas). La horquilla 300-800 a. C. también se da para su llegada a la isla de Pascua, el punto más oriental, y para alcanzar las islas de Hawái, que están mucho más al norte y alejadas de otras islas. Hacia el suroeste, las islas de Nueva Zelanda fueron alcanzadas hacia 1250 a. C. y a las islas Chatham, a unos 500 km al este de Nueva Zelanda, se llegó a alrededor de 1500 d. C.. El hecho de que algunos polinesios poseyeran la batata antes de la llegada de los europeos, un alimento originario de América del Sur, parece implicar que podrían haber llegado a las Américas y regresado, pero la evidencia de estos contactos es muy pobre.
En las costas de América no hay evidencias de navegación a larga distancia o de contactos marítimos entre las civilizaciones de México y del Perú.
En el lado asiático del Pacífico, el comercio a larga distancia se desarrolló siguiendo toda la costa, desde Japón a Mozambique, ya en la costa índica africana. El comercio, y por lo tanto, el conocimiento, se extendieron a las islas de Indonesia, pero aparentemente no a Australia. Por lo menos a finales del año 878, cuando ya había un asentamiento islámico significativo en Cantón, gran parte de este comercio estaba controlado por árabes o musulmanes. En el 219 a. C., el hechicero chino Xu Fu se adentró con una gran flota en el Pacífico en busca de un elixir de la inmortalidad (se piensa que pudo llegar a Japón). Entre 1404-1433, el almirante chino Zheng He dirigió varias expediciones en el océano Índico.
Un problema interesante son los barcos pesqueros japoneses. Si uno de estos hubiese sido alejado mar adentro, al carecer de equipamiento adecuado hubiese sido llevado por la corriente hasta América del Norte. Barcos japoneses llegaron a Acapulco en 1617, a las islas Aleutianas en 1782, a Alaska en 1805, a la desembocadura del río Columbia en 1820 y al cabo Flattery, en 1833. Si esto ocurrió cuando había europeos cerca para dejar registros, puede haber ocurrido antes.

## ElsigloXVI
Andrés Contero fue el primer europeo en avistar el océano Pacífico desde la costa americana, el día 25 de septiembre de 1513 tras cruzar el istmo de Panamá y Nuñez de Balboa tomó posesión de sus aguas en nombre de los reyes de España y le otorgó el nombre de mar del Sur. Apenas ocho años después, en 1521, la expedición española de Magallanes lo cruzó, tras descubrir el estrecho que lleva su nombre, al norte del Cabo de Hornos en la punta sur de Sudamérica. Durante todo el siglo XVI, varias expediciones españolas cruzaron el Pacífico desde México hasta Filipinas y las Islas de las Especias en la actual Indonesia. Con el descubrimiento de la ruta de regreso llamada tornaviaje, de Asia a América, por parte del agustino Andrés de Urdaneta en 1565, se estableció el comercio del galeón de Manila que duró dos siglos y medio. Hasta 1815 galeones españoles cruzaron regularmente el Pacífico desde México hasta las Filipinas y viceversa, una o dos veces al año, en lo que fue la ruta más larga de la historia hasta ese momento, y según algunos historiadores el origen de la globalización.
En el lado asiático, los portugueses y neerlandeses construyeron un comercio regular desde las Indias Orientales hasta Japón y, en el lado americano, el poder español corrió desde México hasta Chile. El vasto océano Pacífico central fue visitado solo por los galeones de Manila y algún explorador de vez en cuando. Esto dejó dos grandes lagunas en el conocimiento europeo: el Pacífico Sur solamente fue cruzado un par de veces por los españoles, que lo encontraron vacío; el Pacífico Norte era totalmente desconocido para los europeos, incluyendo toda la costa de Japón a California.

Exploraciones y rutas españolas en el océano Pacífico.

### Reconocimiento del Pacífico
Los europeos sabían que había un vasto océano hacia el oeste, y los chinos sabían que había uno en el este. Los europeos ya habían aprendido a pensar que la Tierra era redonda y que esos dos océanos eran en realidad uno. En 1492, Cristóbal Colón navegó hacia el oeste a lo que él pensaba que era Asia. Cuando Pedro Álvares Cabral llegó a Brasil en el año 1500 el verdadero alcance de las Américas comenzó a ser conocido. El mapa de 1507 de Martin Waldseemüller fue el primero en mostrar que las Américas separaban dos grandes mares diferentes. Esta conjetura fue confirmada en 1513, cuando Nuñez de Balboa cruzó el istmo de Panamá y encontró agua salada al otro lado. La expedición de Magallanes de 1519-1522 demostró que había un océano continuo desde las Américas hasta Asia. El mapa de 1529 de Diogo Ribeiro ya fue el primero en mostrar ese nuevo gran océano Pacífico con un tamaño bastante aproximado.

### La costa de Asia
El primer europeo en ver el océano Pacífico, fue probablemente Marco Polo hacia 1292. En 1498 el portugués Vasco da Gama llegó a la India y luego los portugueses avanzaron hacia el este conquistando Malaca en 1511 y llegando en 1512 Antonio de Abreu a las islas de las especias. En 1513, el mismo año en que Balboa cruzó Panamá, Jorge Álvares alcanzó el sur de China. Jorge de Menezes, en 1526-1527, llegó a la isla de Waigeo, en Nueva Guinea (ahora parte de Indonesia) y nombró la región como Ilhas dos Papuas, atribuyéndosele por ello el descubrimiento europeo de Papúa. En 1542, Fernão Mendes Pinto llegó a Japón. Cien años después de españoles y los portugueses, la República Neerlandesa comenzó su notable expansión que daría lugar al nacimiento de la Compañía Neerlandesa de las Indias Orientales. Los neerlandeses llegaron a las Indias Orientales en 1596, a las islas Molucas en 1602 y en 1619 fundaron Batavia. En 1600 una flota neerlandesa comandada por William Adams llegó a Japón desde el estrecho de Magallanes. Los neerlandeses tuvieron poco éxito en China, pero se establecieron en Hirado (Nagasaki) en 1609 y monopolizaron el comercio de Japón desde 1639. En 1639 Matthijs Quast y Abel Tasman buscaron en el océano vacío al este de Japón en busca de dos islas llamadas «Rica de Oro» y «Rica de Plata». En 1643 Maarten Gerritsz Vries llegó a la isla de Sajalín y a las islas Kuriles. En 1653 Hendrick Hamel naufragó en Corea. Casi al mismo tiempo en que los rusos llegaban a las costas del Pacífico por tierra después de atravesar Siberia (ver más abajo). Es significativo que los comerciantes rusos y neerlandeses nunca se vincularon dado que las pieles de Siberia podrían haber sido exportadas fácilmente a China con grandes ganancias.

### Magallanes y los galeones de Manila

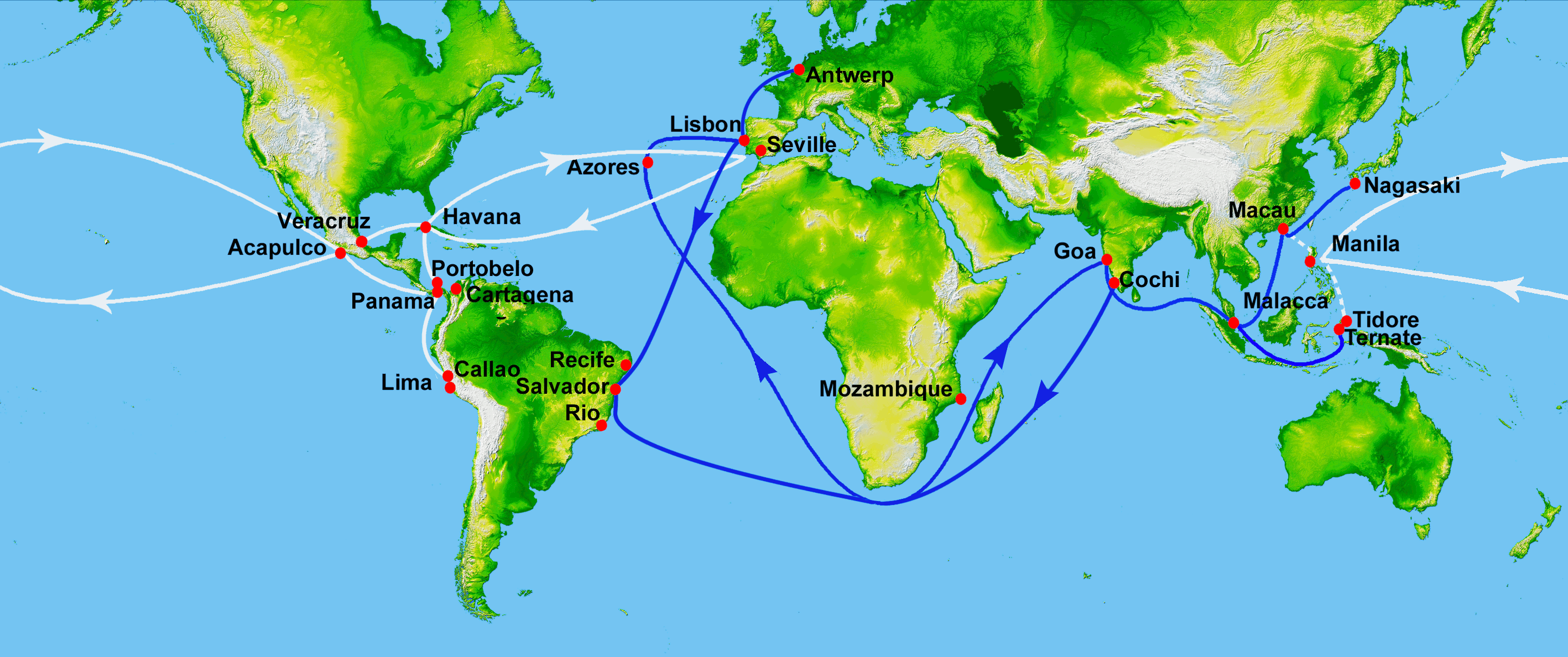
Rutas comerciales portuguesas (azul) y rutas comerciales españolas (blanco)

En 1519 Fernando de Magallanes partió hacia el sur siguiendo la costa este de América del Sur, encontrando y navegando por el estrecho que ahora lleva su nombre y entrando en el Pacífico el 28 de noviembre de 1520. Luego navegó hacia el norte, y capturó los vientos alisios que lo llevaron a través del Pacífico hasta las Filipinas donde fue asesinado. Juan Sebastián Elcano, con uno de los barcos sobrevivientes, regresó al oeste por el océano Índico y el otro barco, el Trinidad, se fue al norte con la esperanza de encontrar los vientos del oeste y llegar a México. Incapaz de encontrar el viento adecuado, se vio obligado a regresar a las Indias Orientales. En 1565 (44 años después), Andrés de Urdaneta encontró un sistema de vientos que pudiera llevar un barco hacia el este y luego de regreso a las Américas. Desde entonces y hasta 1815, cada año los galeones de Manila cruzaron el Pacífico desde México hasta las Filipinas (y de regreso), intercambiando plata mexicana por especias y porcelanas. Hasta después de los viajes del capitán Cook, estas fueron las únicas naves grandes que cruzaron periódicamente el Pacífico. La ruta fue puramente comercial y no hubo exploración de las áreas al norte y al sur. En 1668 los españoles fundaron una colonia en Guam como un lugar de descanso para los galeones con rumbo al oeste y durante mucho tiempo ese fue el único asentamiento europeo no-costero en el Pacífico.

### La costa de Sudamérica

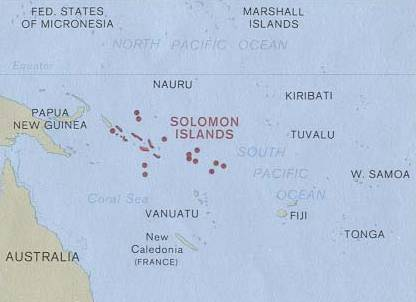
Islas Occidentales alcanzadas desde América del Sur

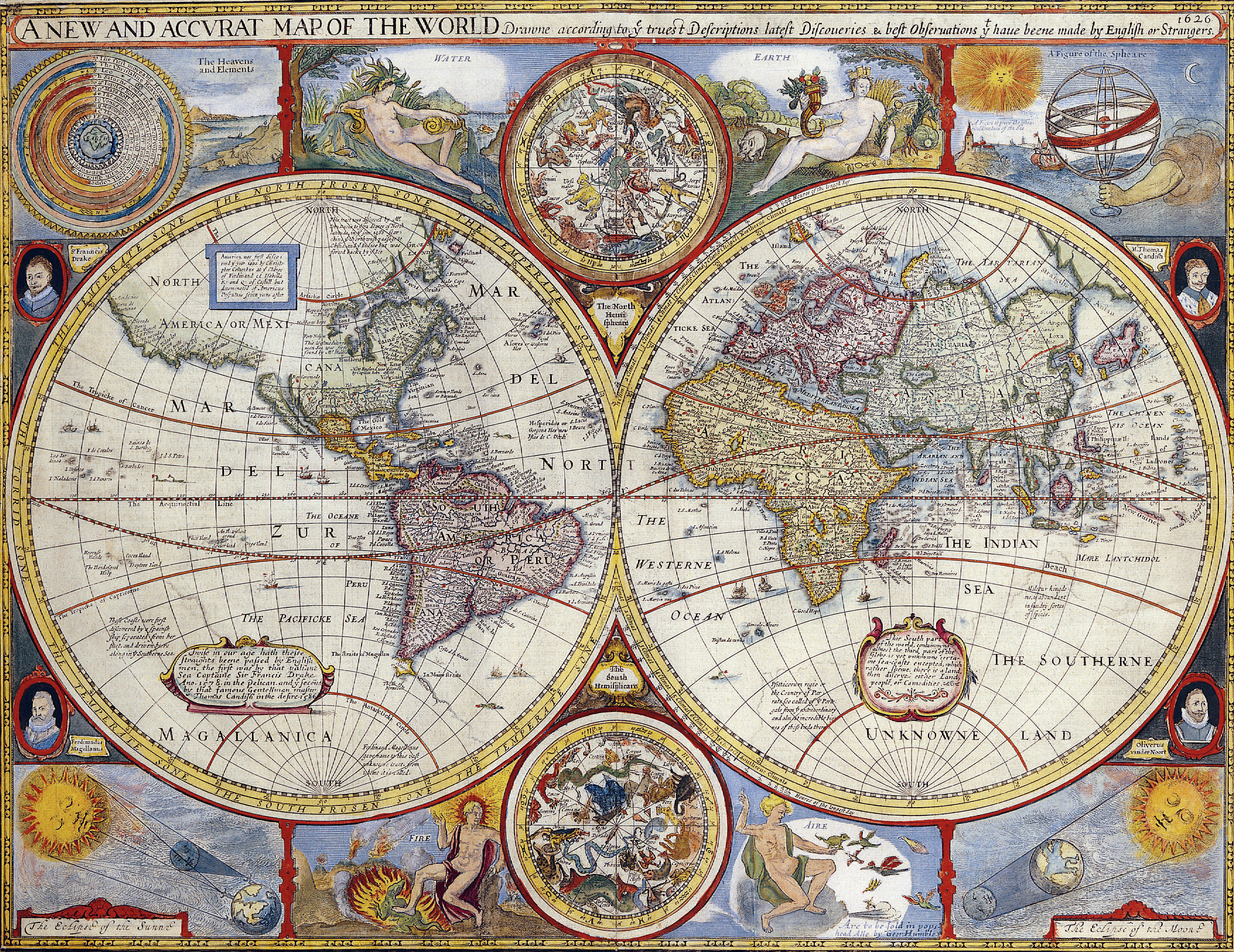
A New and Accurate Map of the World [Un nuevo y preciso mapa del Mundo] de 1627, posiblemente de John Speed. El Oeste de Norteamérica al norte de México una conjetura; el estrecho de Anián en el estrecho de Bering; Japón y otras islas del Pacífico distorsionadas; solo la costa norte de Nueva Guinea; nada de Australia; y una enorme 'Southern Unknowne Land' [Tierra desconocida Meridional], en el sur.

En 1513, seis años antes de Magallanes, Vasco Núñez de Balboa cruzó el istmo de Panamá y vio el océano Pacífico. En 1517-1518 dos barcos fueron construidos en la costa del Pacífico. En 1522 Pascual de Andagoya salió por la costa hasta el Ecuador. En 1532, Francisco Pizarro conquistó el Perú y pronto se desarrolló un comercio regular, que llevaba la plata del Perú hasta la costa de Panamá, donde se llevaba por tierra hasta el Caribe, desde donde se reembarcaba para España. La colonización española se extendió hacia el sur hasta el centro de Chile. En 1557-1558 Juan Fernández Ladrillero exploró las islas a lo largo de la costa chilena hasta el estrecho de Magallanes.

### El Pacífico Sur
Los españoles en América del Sur hicieron varios intentos para averiguar lo que estaba al oeste. Todos utilizaron los vientos alisios meridionales y no hicieron ningún intento de caer al sur y coger los vientos meridionales del oeste de vuelta a Sudamérica. No encontraron tierra hasta que estuvieron casi en Nueva Guinea. En 1567-1568 Álvaro de Mendaña de Neira navegó desde Perú hasta las islas Salomón en la primera expedición a las Salomón. En 1595 lo intentó de nuevo y llegó a las islas Santa Cruz (al este de las islas Salomón hacia Fiyi). Él murió y los sobrevivientes llegaron a las Filipinas. En 1606 Pedro Fernández de Quirós llegó Vanuatu al sur de las islas Salomón. Continuó explorando, se perdió, y navegó hasta México. Uno de sus barcos, al mando de Luis Váez de Torres, siguió navegando hacia el oeste y alcanzó Nueva Guinea. Recorrió toda la costa sur de esta gran isla y atravesó el Estrecho de Torres, llamado así en su honor, que separa Nueva Guinea de Australia. Luego se dirigió hacia al norte a través de las Islas de las Especias hasta llegar al puerto español de Manila. En 1722, el neerlandés Jacob Roggeveen partió del cabo de Hornos hasta Batavia y descubrió la isla de Pascua y Samoa.

### El cabo de Hornos
Seis años después de Magallanes, en 1526, una de las naves de la expedición de García Jofre de Loaísa navegó por el estrecho de Magallanes y siguieron la costa hacia el norte hasta México. En 1578, Francis Drake, pasó a través del estrecho, navegó hacia el norte asaltando barcos españoles y ponerlo en algún lugar de la costa de California. En 1580, Pedro Sarmiento de Gamboa, que fue a caza de Drake, fue el primero en navegar desde el estrecho hasta Europa. En 1587 Thomas Cavendish siguiendo a Drake, capturó un galeón de Manila y regresó a través del océano Índico. En 1599 barcos neerlandeses pasaron por primera vez a través del estrecho de Magallanes (William Adams, el primer inglés en llegar a Japón, estaba a bordo). Olivier van Noort les siguió y se convirtió en el primer circunnavegante neerlandés.
En 1525 Francisco de Hoces, mientras trataba de entrar en el estrecho como parte de la expedición de Loaisa, fue llevado al sur por una tormenta y vio lo que pensó que era el fin de la tierra. En 1578, Drake fue alejado hacia el sur en el lado oeste y vio lo que pensaba eran aguas abiertas. En 1616 Willem Schouten buscó un paso más hacia el sur y dobló el cabo de Hornos. En 1619 la expedición de García de Nodal, siguió los neerlandeses y demostró que la Tierra del Fuego era una isla, circunnavegando la misma. Dado que el estrecho de Magallanes es angosto y difícil de navegar, el cabo de Hornos se convirtió en la ruta estándar hasta la apertura del Canal de Panamá. Da idea de la dificultad de estos mares que hasta 1820 nadie fuera hacia el sur hasta la Antártida.

### La costa de Norteamérica
Cuando los españoles conquistaron México en 1521 ganaron un tramo de la costa del Pacífico. En 1533, Fortún Ximénez llegó a la Baja California y en 1539 Francisco de Ulloa mostró que era una península, aunque el mito de la existencia de una isla de California continuó durante muchos años. En 1542 Juan Rodríguez Cabrillo llegó a un punto al norte de San Francisco. En 1578, Francis Drake desembarcó en algún lugar de la costa. En 1587 Pedro de Unamuno, procedente de las Filipinas, se detuvo en la bahía Morro (California). En 1592 Juan de Fuca puede haber llegado hasta el estrecho de Puget. En 1602, Sebastián Vizcaíno volvió a explorar la costa de California y uno de sus barcos alcanzó las costas del actual estado de Oregón. La suya fue la última expedición de exploración hacia el norte en los siguientes 150 años.
Tras la conquista de México los españoles ocuparon dos tercios del sur de México, toda Centroamérica y la costa sudamericana hasta Chile. Al norte, la tierra estaba demasiado seca para mantener una población densa que pudiese gobernarse y ser sometida a impuestos. La única excepción eran los indios Pueblo, establecidos más al norte de Nuevo México. Gente como Francisco Vázquez de Coronado penetraron profundamente en el interior y no encontraron nada que los españoles valorasen. El país de los chichimecas, en el norte de México, fue lentamente absorbido y la Baja California comenzó a colonizarse en 1687. En el viaje de regreso los galeones de Manila partían desde la ciudad de Manila hacia el oeste hasta alcanzar la costa de California, pero de inmediato se dirigían al sur, sin que apenas hubiera habido más que unos pocos intentos de explorar esa costa.

### Australia y el suroeste

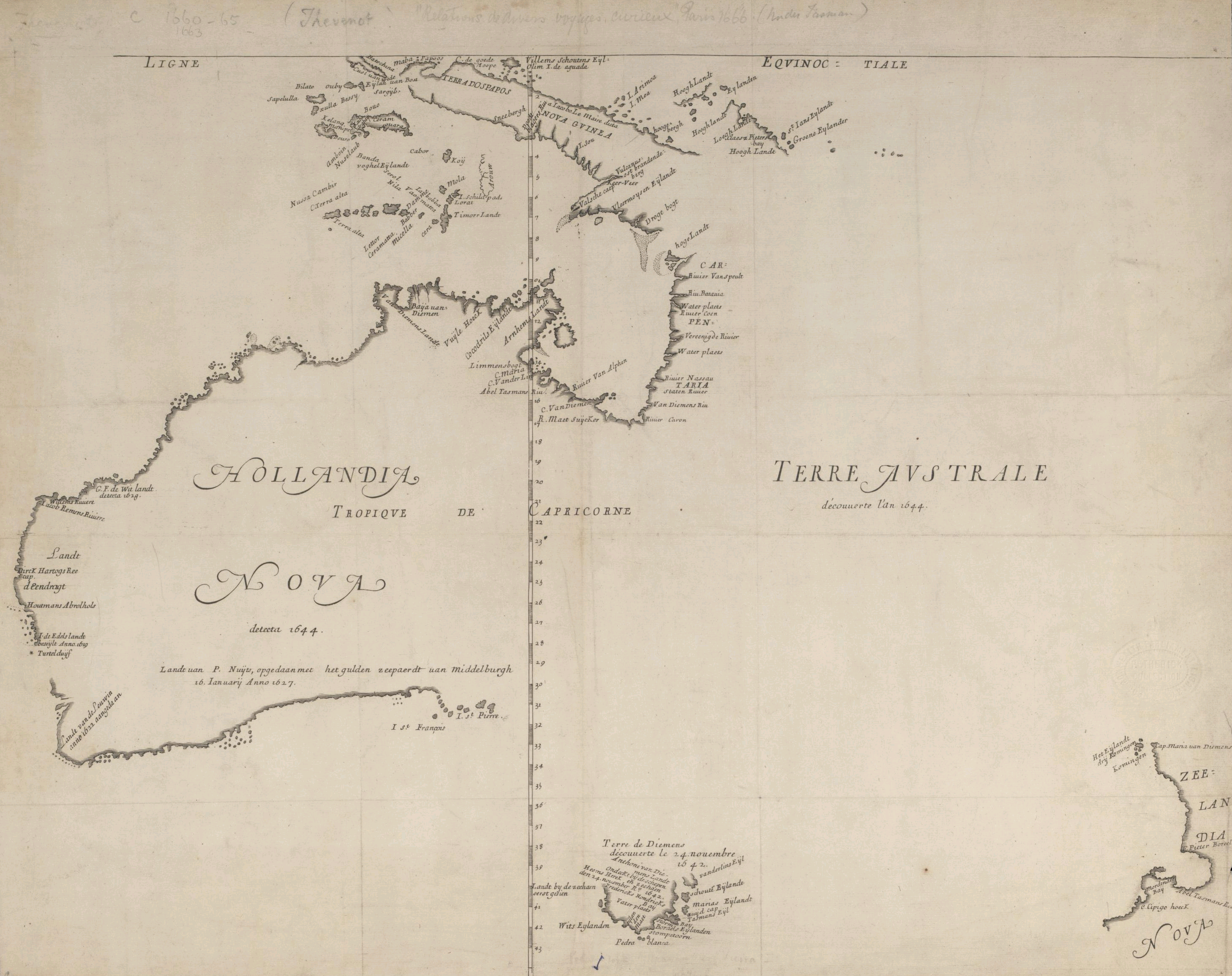
Hollandia Nova, Mapa elaborado en 1659 por Joan Blaeu. El cartógrafo no sabe nada de la costa este e ignora el estrecho de Torres, pero si tiene Tasmania y Nueva Zelanda.

Australia es notable por el número de exploradores que navegando cerca no lograron avistarla. No parece haber ningún registro de que marinos indonesios llegaran a Australia. Existen teorías de la llegada de navegantes portugueses a Australia en el siglo XVI, aunque no hay consenso al respecto. Los viajes españoles entre 1567 y 1606 desde América del Sur llegaron a Vanuatu, las Islas Salomón y a otros archipiélagos del Pacífico Sur, pero no a Australia. Solo Luis Váez de Torres alcanzó la coste norte de Australia, pero no desembarcó. El primer europeo en ver definitivamente Australia fue Willem Janszoon que en febrero de 1606 llegó a la península del Cabo York, pensando que era parte de Nueva Guinea. También en 1606 (de junio a octubre) Luis Váez de Torres de la expedición de Quirós desde América del Sur, siguió la costa sur de Nueva Guinea y pasó a través del estrecho de Torres, sin reconocer Australia. (De su viaje, y por lo tanto de la separación entre Australia y Nueva Guinea, no se supo con certeza hasta 1765). Desde alrededor de 1611 de la ruta Brouwer (la ruta estándar holandesa) a las Indias Orientales era seguir los cuarenta rugientes tan al este como fuese posible y luego girar bruscamente hacia el norte hacia Batavia. Ya que era difícil saber la longitud, algunos barcos alcanzaron la costa occidental australiana o naufragaron en ella. En 1616 Dirk Hartog chocó con la costa oeste e hizo algunas exploraciones. Frederick de Houtman hizo lo mismo en 1619. En 1623 Jan Carstenszoon siguiendo la costa sur de Nueva Guinea, se perdió el estrecho de Torres y navegó a lo largo de la costa norte de Australia. En 1643 Abel Tasman partió de Mauritus, se perdió Australia, encontró Tasmania, continuó al este y descubrió Nueva Zelanda, se perdió el estrecho entre las islas Norte y Sur, se volvió al noroeste, se perdió otra vez Australia, y navegó a lo largo de la costa norte de Nueva Guinea. En 1644 siguió la costa sur de Nueva Guinea, se perdió el estrecho de Torres, se dirigió al sur y cartografió la costa norte de Australia. En 1688 el bucanero Inglés William Dampier varó un barco en la costa noroeste. En 1696, Willem de Vlamingh exploró la costa suroeste. En 1699, Dampier fue enviado para encontrar la costa este de Australia. Navegó a lo largo de la costa oeste, fue al norte hasta Timor, siguió por la costa norte de Nueva Guinea hasta el archipiélago de Bismarck, y abandonó su búsqueda, ya que su barco estaba en muy mal estado. Hasta el capitán Cook, la costa este era completamente desconocida y Nueva Zelanda se había avistado solo una vez.

### Islas del Pacífico

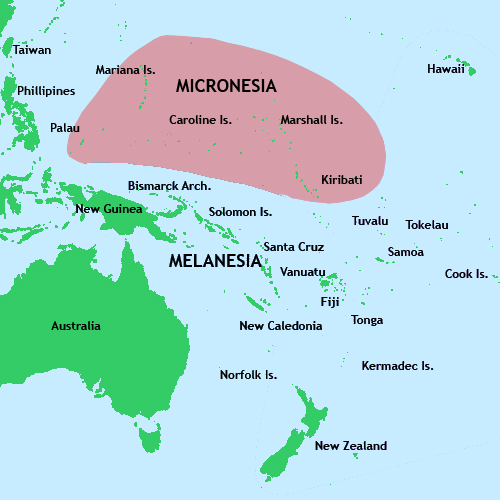
Islas principales. Fuera del mapa, al este de las islas Cook están las islas de la Sociedad con Tahití y luego el archipiélago Tuamotu con las islas Marquesas a su norte.

En esta primera época se descubrieron muchas islas y archipiélagos en el Pacífico, siendo los más importantes:
- 1521: Guam y las islas Marianas, por Magallanes;
- 1525: islas Carolinas, por Diogo da Rocha, desde las Indias Orientales portuguesas;
- 1526: islas Marshall, por Alonso de Salazar, de la expedición Loisa;
- 1543: islas Bonin, al sur de Japón, por Bernardo de la Torre, desde México;
- 1568: islas Solomon, Tuvalu e isla Wake, por Álvaro de Mendaña de Neira, desde Sudamérica;
- 1574: islas Juan Fernández por Juan Fernández, accidentalmente;
- 1595: islas Marquesas e islas Santa Cruz, por Álvaro de Mendaña de Neira, desde Sudamérica;
- 1606: archipiélago Tuamotu y Nuevas Hebridas (Vanuatu) por Pedro Fernández de Quirós, desde Sudamérica;
- 1616: Tonga y el archipiélago Bismarck, por Willem Schouten, desde el cabo de Hornos;
- 1643: Tasmania, Nueva Zelanda y Fiyi, por Abel Tasman;
- 1722: isla de Pascua y Samoa, por Jacob Roggeveen, desde el cabo de Hornos;
- 1741: islas Aleutianas, por Vitus Bering y Alexei Chirikov, desde Rusia;
- 1767: Tahití, por Samuel Wallis
- 1767: islas Pitcairn, por Philip Carteret;
- 1774: Nueva Caledonia e islas Norfolk, por James Cook;
- 1778: islas Hawái, por James Cook;
- 1788: islas Gilbert (Kiribati), por Thomas Gilbert;
- 1790: grupo norte de las islas Marquesas, por Joseph Ingraham, desde Bostón;
- 1791: islas Chatham, por William Robert Broughton;

### Tierras míticas
Los europeos habían creído durante mucho tiempo en la existencia de un estrecho de Anián en algún lugar cerca del estrecho de Bering. Una larga y distorsionada Hokkaido fue llamada Ezo, Jesso y con otras muchas transcripciones. Una de las islas Kuriles, llamada por Vries Companies Landt [Tierra de las compañías], creció y se convirtió en una gran masa unida a América del Norte. La Joao-da-Gama-Land se pensaba que estaba al este de Japón. Hubo un creciente Puget Sound llamado la Grande Mer de l'Ouest, posiblemente conectada con la bahía de Hudson. En el lejano extremo sur había una Terra Australis. El mapa publicado en la Encyclopédie de Diderot en el año 1755 está lleno de errores. En 1875 nada menos que 123 islas míticas fueron eliminadas de la cartas de la Royal Navy en el Pacífico Norte.

## SiglosXVIIyXVIII

### Alaska y los rusos

Puestos rusos del comercio pieles siguiendo la distribución natural de la nutria de mar

El periodo moderno no comienza con el capitán Cook, sino con los rusos. Cruzaron Siberia y llegaron al Pacífico en 1639 (Ivan Moskvitin). En 1644, Vassili Poyarkov encuentra el río Amur. En 1648, Semión Dezhniov (probablemente) entró en el Pacífico desde el océano Ártico, tras cruzar costeando el estrecho de Bering. En 1652 Mijaíl Stadukhin siguió la costa del mar de Ojotsk. En 1697 Vladimir Atlasov entró en la península de Kamchatka desde el norte. En 1716, se construyeron los primeros barcos de alta mar para llegar a Kamchatka desde el continente. En 1728, Vitus Bering navegó desde Kamchatka a través del estrecho que ahora lleva su nombre sin avistar América. En 1732 Mijaíl Gvozdev e Iván Fiódorov navegaron en dirección este y alcanzaron la parte continental en el cabo Príncipe de Gales y cartografiaron la costa noroeste de Alaska y dejaron un mapa de su ruta. La expedición también descubrió tres islas previamente desconocidas, las dos islas Diomedes y la isla San Lorenzo.
En 1741, Vitus Bering y Alexei Chirikov navegaron al sur de las islas Aleutianas y llegaron a la península de Alaska. Peter Kuzmich Krenitzin cartografió las Aleutianas antes de 1769. El mito de una masa de tierra al norte de las islas Aleutianas tomó mucho tiempo para disipar. Los cazadores de pieles rusos de la isla saltaron a lo largo de las Aleutianas y luego a lo largo de la costa sur de Alaska en busca principalmente de la nutria marina (isla de Attu en el extremo oeste de las islas Aleutianas en 1745; la isla de Unalaska, en el extremo oriental, en 1759; la isla de Kodiak, en 1784; la península de Kenai, en 1785; Yakutat, en 1795; Sitka, en 1799; Fort Ross, en 1812). Los puestos comerciales al norte de las Aleutianas aparecieron en la costa oeste después de 1819. Los españoles desde México se reunieron los rusos en 1788. (Ver más abajo). La América rusa fue vendida a los Estados Unidos en 1867.

### El capitán Cook

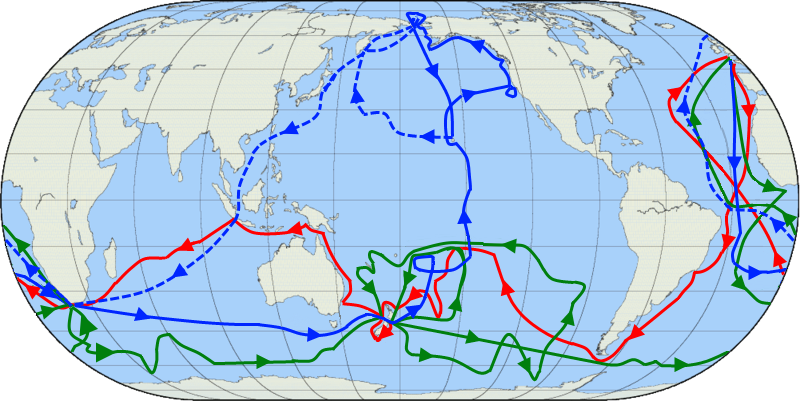
Las rutas de los viajes del capitán James Cook. El primer viaje se muestra en la travesía de color rojo, el segundo en verde, y el tercer viaje de color azul. La ruta de la tripulación de Cook después de su muerte se muestra como una línea azul punteada.

En su primer viaje (1768-1771) James Cook fue a Tahití desde el cabo de Hornos, circunnavegó Nueva Zelanda, siguió la costa este de Australia por primera vez y regresó a través del estrecho de Torres y del cabo de Buena Esperanza. En su segundo viaje (1772-1775) navegó de oeste a este, manteniéndose lo más al sur posible y demostró que probablemente no existía Terra Australis. En su tercer viaje (1776-1780) se encontró con la islas de Hawái y siguió la costa norteamericana desde Oregón hasta el estrecho de Bering, cartografiando ésta costa por primera vez y mostrando que probablemente no había un paso del noroeste. Cook fue asesinado en Hawái en 1779. La expedición hizo un segundo intento en el estrecho de Bering, se detuvo en Kamchatka y China y llegó a Inglaterra en 1780. Cook supuso un elevado grado de exploración científica: demostrando que no había una gran masa de tierra en el océano del sur, cartografiando los dos grupos de islas mayores en el Pacífico y siguiendo la costa este de Australia y la costa oeste de América del Norte, cerró los últimos huecos en el conocimiento europeo de las costas del Pacífico. Después de Cook todo fue detallado.

### Rivales y sucesores de Cook
Varios gobiernos patrocinaron expediciones en el Pacífico, a menudo en rivalidad o emulando al capitán Cook. En el momento del primer viaje de Cook, en 1766-1769 Louis Antoine de Bougainville cruzó el Pacífico y dio publicidad a Tahití y en 1767 Samuel Wallis y Philip Carteret separadamente cruzaron el Pacífico. En 1785-1788, Jean-François de Galaup, conde de Lapérouse siguió la costa americana desde Chile hasta Alaska, cruzó a China, exploró el norte de Japón y Kamchatka, fue al sur hasta Australia y perdió la vida en la islas Santa Cruz. La expedición Malaspina (1789-1794) visitó la costa americana, Manila, Nueva Zelanda y Australia. En 1791-1795 George Vancouver cartografió más a fondo la costa oeste de Canadá. En 1803-1806 Adam Johann von Krusenstern llevó a cabo la primera circunnavegación rusa e investigaciones en ambos lados del Pacífico Norte. En 1820, Fabian Gottlieb von Bellingshausen vio la Antártida. (Otros viajes pueden verse en "Primeros viajes de exploración científica).

### España explora la costa oeste de América del Norte
Para los europeos en la era de la navegación a vela, el oeste de América del Norte era uno de los lugares más distantes de la tierra (de 9 a 12 meses de navegación). España había reclamado desde hacía mucho tiempo toda la costa oeste de las Américas, pero prestó poca atención a la zona al norte de México. Esto cambió cuando los rusos aparecieron en Alaska. Los españoles avanzaron hacia el norte de California y construyeron una serie de misiones: San Diego en 1767, Monterey en 1770 y San Francisco en 1776. (La bahía de San Francisco fue visto por primera vez en 1769 por Gaspar de Portolá desde el lado de tierra debido a que su boca no es evidente desde el mar.) San Francisco se mantuvo como el límite norte de la ocupación terrestre. Por mar, desde 1774 hasta 1793 las expediciones de España en el Pacífico Noroeste trataron de hacer valer las reclamaciones españolas contra los rusos y británicos. En 1774, Juan José Pérez Hernández llegó a lo que hoy es el extremo sur de la península de Alaska. En 1778 el capitán Cook navegó por la costa oeste y pasó un mes en el Nootka Sound, en la isla de Vancouver. España e Inglaterra estaban en guerra, Juan Francisco de la Bodega y Quadra fue tras él y llegó al Prince William Sound, pero no encontró ni a Cook ni a los rusos. En 1788, Esteban José Martínez fue al norte y se reunió con los rusos, por primera vez (Unalaska y la isla de Kodiak) y oyo noticias de que los rusos tenían previsto ocupar el Nootka Sound. En 1789 Martínez fue al norte para construir un fuerte en Nootka y encontró que buques mercantes británicos y estadounidenses ya estaban allí. Se apoderó de un buque británico, lo que llevó a la crisis de Nootka y al reconocimiento español del comercio no-español en la costa noroeste. En 1791 la expedición Malaspina cartografió la costa de Alaska. En 1792, Dionisio Alcalá Galiano circunnavegó la isla de Vancouver. En 1792-1794 George Vancouver cartografió la compleja costa de la Columbia Británica. En 1793, Alexander MacKenzie llegó por tierra a la costa del Pacífico de Canadá. En ese momento España estaba involucrada en las guerras francesas y cada vez era más incapaz de hacer valer sus pretensiones sobre la costa del Pacífico. En 1804 la expedición de Lewis y Clark llegó por tierra a la costa del Pacífico, desde el río Misisipí. Por el Tratado Adams-Onís de 1819, España renunció a sus reclamaciones al norte de California. Los comerciantes de pieles de Canadá, y más tarde un número más pequeño de estadounidenses, cruzaron las montañas y construyeron puestos en la costa. En 1846, el Tratado de Oregón dividió el territorio de Oregón entre Gran Bretaña y los Estados Unidos. Los Estados Unidos conquistaron California en 1848 y compraron Alaska en 1867.

### Pacífico Noreste
Los rusos se movieron hacia el sur y los japoneses se trasladaron al norte y exploraron las islas Kuriles y la isla de Sajalín. Alrededor de 1805 Adam Johann von Krusenstern al parecer fue el primer ruso en llegar a Siberia por mar desde la Rusia europea. En 1808, Mamiya Rinzō exploró la costa de Sajalín. Durante la guerra de Crimea una flota británica no pudo capturar Petropavlovsk-Kamchatsky. En 1860 Rusia se anexionó de la esquina sureste de Siberia que pertenecía a China.

### La apertura comercial del Pacífico y el imperialismo
Después del capitán Cook un gran número de buques mercantes europeos empezaron a entrar en el Pacífico. Las razones para esto no están totalmente claras. En el tercer viaje, Cook compró pieles en Nootka que luego fueron vendidas en China obteniendo un beneficio del 1800 % —lo suficiente para sufragar un viaje comercial. El primero en hacerlo fue James Hanna desde Macao en 1785. Robert Gray en 1787 fue el primer estadounidense. Este comercio marítimo de pieles alcanzó su punto máximo alrededor de 1810, atrajo muchos barcos al Pacífico y llevó a canadienses y estadounidenses a la costa. El primer barco ballenero en el Pacífico salió de Londres en 1788 y en el siglo XIX había ya decenas de barcos balleneros en el Pacífico cada año. Los barcos tipo clíper redujeron el tiempo de navegación desde Europa hasta el Pacífico. Inglaterra fundó una colonia en Australia en 1788 y en Nueva Zelanda en 1840. Después de 1800 Inglaterra comenzó a reemplazar a los Países Bajos a lo largo de la costa asiática. Hong Kong se convirtió en una colonia en 1839 durante la primera guerra del Opio, que fue también la primera vez que una gran fuerza naval y militar europea apareció en el Pacífico. Los barcos y marineros europeos interrumpieron la vida en las islas del Pacífico. La mayoría de las islas del Pacífico fueron pronto reclamadas por una u otra potencia europea.

## Cronología de la exploración del océano Pacífico
La cronología se ha realizado en forma de tabla, ordenando, como es lógico, de forma cronológica, pero pudiéndose hacerse de varias maneras sin más que clikar en la primera fila de cada columna. Para facilitar la consulta, se han dispuesto dos columnas en las que se recoge el ámbito de la exploración: la primera según el continente, y la segunda según el océano o mar.
| Fechas        | Cont.  | Mar       | Descubrimiento                                                                               | Notas | Siglo       |
| 1511-1512     | As     | Índ/Pac   | Islas Molucas                                                                                | António de Abreu navega a través del estrecho de Malaca, entre Sumatra y la isla Bangka, y a lo largo de las costas de Java, Bali, Lombok, Sumbawa y Flores hasta alcanzar las «Islas de las Especias» (islas Maluku). | Siglo XVI   |
| 1513          | As     | Índ/Pac   |                                                                                              | Jorge Álvares, partiendo de Malaca, fue el primer europeo en llegar al sur de China, a la isla de Linting en el delta del río Perla. | Siglo XVI   |
| 1513          | AmC    | PAC       | Golfo de San Miguel                                                                          | Vasco Núñez de Balboa cruza el istmo de Panamá y alcanza el golfo de San Miguel, descubriendo la «Mar del Sur» (océano Pacífico). | Siglo XVI   |
| 1516          | As     | Índ/Pac   |                                                                                              | Comerciantes portugueses desembarcan en Da Nang, Champa, llamándola Cochinchina (moderno Vietnam). | Siglo XVI   |
| 1518          | As     |           | Isla de Borneo                                                                               | El navegante portugués Lorenzo de Gómez llega a la isla de Borneo. | Siglo XVI   |
| 1519          | AmC    | PAC       | Golfo de Nicoya                                                                              | Gaspar de Espinosa navega a lo largo de las costas occidentales de las actuales Panamá y Costa Rica hasta el golfo de Nicoya. | Siglo XVI   |
| 1519-1522     | AmS As | PAC       | Guam (Islas Marianas) Islas de Homonhon, Limasawa y Mactán (Filipinas) Isla de Borneo        | Expedición de Magallanes-Elcano. Una expedición española de cinco naves (Trinidad, San Antonio, Victoria, Santiago y Concepción) y 265 hombres al mando de Fernando de Magallanes parte de San Lucar de Barrameda el 20 de septiembre de 1519 con el objetivo de buscar un paso marítimo del Atlántico al Pacífico en Sudamérica para llegar a las Indias Orientales por mares castellanos (según el Tratado de Tordesillas), y concretamente a las islas de las Especias (Molucas). Esta es la llamada ruta occidental o de poniente, que ya había buscado Cristóbal Colón y que no encontró por topar con el continente americano. Tras explorar la costa de la Patagonia, la expedición de Magallanes descubre el estrecho de Magallanes y tres naves logran atravesarlo. En los meses siguientes realizan la primera travesía del Pacífico, alcanzando las islas Marianas el 6 de marzo de 1521. Descubren las islas Filipinas el 16 de marzo y el 21 de abril Magallanes fallece combatiendo con los nativos en defensa de los intereses de Humabon, jefe de Cebú. Solo dos naves alcanzan las Molucas y únicamente la nave Victoria, al mando de Juan Sebastián Elcano, tras cruzar el Índico y bordear África, regresa a España, donde llega el 6 de septiembre de 1522, completando la primera circunnavegación de la Tierra. | Siglo XVI   |
| 1522          | AmC    | PAC       | Golfo de Fonseca                                                                             | Gil González Dávila explora el interior desde el golfo de Nicoya, descubriendo el lago Nicaragua, mientras su piloto Andrés Niño explora la costa hacia el oeste, descubriendo el golfo de Fonseca y quizás llegando hasta la costa suroccidental de la moderna Guatemala. | Siglo XVI   |
| 1524-1525     | AmS    | PAC       |                                                                                              | Francisco Pizarro y Diego de Almagro exploran desde Punta Piña (7°56′ N) en la costa meridional de Panamá hasta el río San Juan (4°N), en la costa occidental de Colombia. | Siglo XVI   |
| 1525-1536     | Oc     | PAC       | Atolón Bokak (Marshall) Isla de Mindanao (Filipinas)                                         | García Jofre de Loaísa parte el 24 de julio de 1525 al frente de una flota de siete naves y 450 hombres de La Coruña con objeto de tomar y colonizar las islas Molucas, cuya propiedad era disputada por las coronas de Castilla y Portugal. En la expedición iban dos de los más insignes marinos españoles: Elcano, que perdió la vida en la expedición, y el jovencísimo Urdaneta. Realizaron numerosos descubrimientos geográficos y marítimos, pero su travesía fue una sucesión de desastres, calamidades y deserciones: además de la muerte de Loaísa y Elcano, tres de las naves no llegaron a cruzar el estrecho de Magallanes y solo una, la Santa María de la Victoria, alcanzó las Molucas, donde la tripulación tuvo que enfrentarse con los portugueses durante casi un año. Tras sufrir vicisitudes innúmeras a lo largo de un durísimo y amargo viaje, solo 24 hombres de esta nao regresaron a España. Cuando Alonso de Salazar sustituyó al fallecido Loaísa, el 21 de agosto de 1526 se descubrió el atolón Bokak (islas Marshall). | Siglo XVI   |
| 1526-1528     | AmS    | PAC       |                                                                                              | Pizarro y su piloto Bartolomé Ruiz exploran la costa occidental de América del Sur, desde el río San Juan, hacia el sur hasta el río Santa (cerca de los 9° S), siendo los primeros en avistar las costas de Ecuador y Perú. | Siglo XVI   |
| 1526-1527     | Oc     | PAC       | Isla de Nueva Guinea                                                                         | El portugués Jorge de Menezes descubre la isla de Nueva Guinea dándole el nombre de Ilhas dos Papuas. | Siglo XVI   |
| 1527-1529     | As     | PAC       | Islas Marshall Islas del Almirantazgo                                                        | Álvaro de Saavedra Cerón parte el 31 de octubre de 1527 de Zihuatanejo, en la costa mexicana, al mando de tres barcos (La Florida, Espíritu Santo y Santiago) construidos allí por orden de Hernán Cortés. Se dirigían a las Filipinas y cruzaron el océano y recorrieron la costa norte de Nueva Guinea, a la que nombraron Isla de Oro, y el 3 de octubre de 1528 solo una de las naves, La Florida, logró llegar a las islas Molucas. En su intento de regresar a las costas de la Nueva España fue desviado por los vientos alisios del noreste, que lo lanzaron de nuevo a las Molucas. Tiempo después Saavedra lo intenta de nuevo pero navegando más al sur. Volvió a las costas de Nueva Guinea y después de recibir agua y alimentos de los nativos se dirigió al noreste, en donde descubrió los grupos de las islas Marshall y las islas del Almirantazgo. Desembarcó en la pequeña isla de Eniwetok, desde donde prosiguió su viaje hacia el este y nuevamente fue sorprendido por los vientos, que lo llevaron por tercera vez a las islas Molucas. En 1529, al intentar de nuevo regresar, le sorprendió una tempestad y murió en el naufragio. | Siglo XVI   |
| 1532          | AmN    | PAC       |                                                                                              | En 1529, estando Cortés en España, firmó un convenio con la Corona española por el cual se obligaba a enviar por su cuenta «armadas para descubrir islas y territorios en la Mar del Sur» (el océano Pacífico). Envió la primera expedición al norte en 1532 al mando de su primo Diego Hurtado de Mendoza, en dos buques, el San Miguel y el San Marcos. Partieron de Santo Domingo Tehuantepec y fueron costeando las costas de la audiencia de la Nueva Galicia (hoy Jalisco y Nayarit), hasta descubrir las tres islas Marías, nombradas Magdalenas. El San Miguel, maltratado por las tormentas y amotinada la tripulación, emprendió el regreso y arribó a las costas de Jalisco y el San Marcos, en el que iba Hurtado, tomó rumbo al norte. Jamás se volvió a tener noticias de ellos, aunque se supone que naufragaron en el litoral norte del actual estado de Sinaloa, pereciendo. | Siglo XVI   |
| 1533-1534     | AmN    | PAC       | Archipiélago de Revillagigedo                                                                | Diego de Becerra y Hernando de Grijalva, capitaneando dos barcos construidos en Salina Cruz, son enviados por Cortés para socorrer a Hurtado de Mendoza. Zarpan de Manzanillo el 31 de octubre y un temporal les separa la primera noche. Grijalva, en la San Lázaro, esperó tres días a la Concepción, que capitaneada por Becerra, se dirigió a la península de Baja California, donde fue asesinado por Fortún Ximénez, amotinado, que puso rumbo a las costas de Michoacán y siguió al norte, siendo el primer occidental que desembarcó en la península de Baja California. Tras robar perlas y abusar de unas nativas fue asesinado por los nativos. Algunos supervivientes lograron regresar a la Concepción y navegaron erráticamente hasta llegar a las costas de Jalisco, donde Nuño de Guzmán les apresó. A su vez, el 21 de diciembre Grijalva había descubierto una isla del archipiélago de Revillagigedo a la que le tomó cinco días acercarse y desembarcar. Tomó posesión llamándola Santo Tomás (isla Socorro) y pocos días después descubrió otra isla que llamó Los Inocentes (isla San Benedicto). En su retorno exploró las costas del golfo de Tehuantepec, llegando a Acapulco en los primeros días de febrero de 1534. En 1535 Cortés envió a Grijalva en la San Lázaro a la Baja California en apoyo de su expedición, pero varó en la costa y al regreso de Cortés fue recuperada y trasladada a Acapulco en abril de 1536. | Siglo XVI   |
| 1535          | AmS    | PAC       | Islas Galápagos                                                                              | La nave en la que viajaba Fray Tomás de Berlanga descubre por azar el 10 de marzo las islas Galápagos, cuando el entonces obispo de Panamá, se dirigía al Perú en cumplimiento de un encargo del monarca español, Carlos V, para arbitrar en una disputa entre Pizarro y sus subordinados después de la conquista del imperio Inca. | Siglo XVI   |
| 1537          | AmN    | PAC       |                                                                                              | En abril de 1537 Grijalva parte en la nave Santiago a explorar el Pacífico desde el puerto de Paita. Viajó hacia el sudoeste hasta los 29°S y luego viró hacia el norte cruzando la línea ecuatorial y alcanzando los 25°N sin poder llegar a California debido a los vientos del este y noreste. Grijalva retorna a la línea ecuatorial, en donde su tripulación le exigió dirigirse a las Molucas, lo cual rehusó por no querer ingresar en territorio reconocido a Portugal, siendo asesinado por los amotinados, quienes alcanzaron Nueva Guinea. Debieron abandonar el barco y fueron rescatados por los portugueses. | Siglo XVI   |
| 1539          | AmN    | PAC       |                                                                                              | Francisco de Ulloa está al mando de la 4.º expedición enviada por Cortes para explorar la Mar del Sur. Parte del puerto de Acapulco el 8 de julio con los barcos Santo Tomás, Santa Águeda y Trinidad. A la altura de las islas Marías abandonan el Santo Tomás, y llegan al golfo de California, alcanzando el extremo norte el 28 de septiembre, en la desembocadura del río Colorado (que llamaron boca del río «Ancón de San Andrés»). Después de haber desembarcado y tomado posesión de las tierras de la Mar Bermeja —nombre que le dieron por el color rojizo de las aguas teñidas por el Colorado—, doblaron el cabo San Lucas y entraron de nuevo en el océano. El 5 de diciembre pasó por bahía de Magdalena sin entrar en ella, al estar herido Ulloa, a causa de una escaramuza que sostuvo con los nativos. El 5 de abril de 1540 estaba en la isla de Cedros, desde donde envió una carta a Cortes en el Santa Águeda. El Trinidad continuó con la exploración: nunca más se supo de Ulloa y de su tripulación, aunque logró establecer de forma definitiva que la Baja California es una península y no una isla como se pensaba. | Siglo XVI   |
| 1541-1543     | Oc     | PAC       | Islas Carolinas Islas Bonin (sur de Japón)                                                   | Ruy López de Villalobos es enviado por el virrey Antonio de Mendoza a las Indias Orientales en busca de nuevas rutas comerciales, en especial el tornaviaje (descubierto unos años más tarde por Andrés de Urdaneta). Parte de Puerto de Navidad en 1542 a bordo de cuatro carabelas y cruzan el Pacífico hasta las Molucas. Por el camino descubren tres islas de las Carolinas (Fais, Ulithi y Yap), así como ocho atolones de las islas Marshall (Kwajalein, Lae, Ujae, Wotho, Likiep, Wotje, Erikub y Maloelap). en 1543 llegan a la costa sur de la isla de Mindanao, donde contactan con indígenas malayos. Siguen hasta alcanzar la isla de Leyte y las nombraron "Las Islas Filipinas" en honor del entonces príncipe Felipe II. A causa del hambre y la falta de refuerzos los expedicionarios tuvieron que recalar en las Molucas, dominio portugués. Villalobos murió en 1544 en Amboyna y el resto de la tripulación consiguió escapar y regresar a Nueva España. Bernardo de la Torre, al mando de la nave San Juan de Letrán, fue enviado de regreso por Villalobos para descubrir el tornaviaje a México y reabastecerle y en ese viaje descubrió la actual isla de Parece Vela, posiblemente la isla Marcus (actual Minamitorishima) y algunas de las islas Bonin (Ogasawara), a las que llamó islas del Arzobispo, las islas Volcano y la isla de Iwo Jima. Íñigo Ortiz de Retes, otro de sus expedicionarios, partió el 16 de mayo de 1545, al mando de la San Juan, del puerto de Tidore, con la misión de volver a Nueva España, pero por otra ruta a la utilizada sin éxito por de la Torre y reconoció la costa norte de la isla de Nueva Guinea, y es a quién se atribuye haber dado nombre a la isla. | Siglo XVI   |
| 1542-1543     | AmN    | PAC       | Islas Santa Bárbara                                                                          | Juan Rodríguez Cabrillo es elegido por Pedro de Alvarado para continuar la exploración de la costa de California. Parte del puerto de Barra de Navidad (Jalisco) el 24 de junio en tres buques, accompañado por soldados, indios, esclavos africanos, un sacerdote, alimentos para dos años, animales en pie y mercancías. Cabrillo, en el San Salvador, llega el 5 de agosto a la isla de Cedros, y sigue costeando la península de Baja California y levantando mapas. El 28 de septiembre encuentra un «puerto muy bueno y seguro» (San Diego), el 6 de octubre está en San Pedro (Puerto de Los Ángeles) y el 9 en Santa Mónica; el 7 de octubre descubre el archipiélago del Norte (hoy islas Santa Bárbara) y el 10 llega a San Buenaventura, el día 13 arriba a Santa Bárbara y alcanza punta Concepción el día 17. A causa de los vientos contrarios, las naves regresan y se resguardan en la isla de San Miguel. Pasan tres meses ahí en espera de que terminen las tormentas de invierno y Cabrillo muere el 3 de enero de 1543 como consecuencia de una herida causada por una escaramuza con los nativos. El 18 de febrero, la flota enfila nuevamente hacia el norte al mando de Bartolomé Ferrelo. Con vientos favorables alcanzan el 1 de marzo el cabo Mendocino, cerca del límite norte del actual estado California, así que es probable que la expedición haya llegado hasta el vecino estado de Oregón. | Siglo XVI   |
| 1542 (o 1543) | As     | Jap       | Isla Tanegashima (Japón)                                                                     | Fernão Mendes Pinto, Diogo Zeimoto y Cristovão Borralho alcanzan la isla Tanegashima, Japón. | Siglo XVI   |
| 1557-1559     | AmS    | PAC       |                                                                                              | Juan Fernández Ladrillero y Francisco Cortés Ojea exploran la costa chilena desde Valdivia (39°48′ S) hasta el canal de Santa Bárbara (54°S); Ladrillero franquea la entrada occidental del estrecho de Magallanes y llega hasta su entrada oriental y regresa. | Siglo XVI   |
| 1564-1565     | Oc     | PAC       |                                                                                              | El virrey Luis de Velasco encargó a Miguel López de Legazpi hacerse a la mar en una nueva expedición a las Filipinas. Zarpó de Puerto de Navidad (actualmente Jalisco), el 21 de noviembre de 1564 y en el viaje conquistó Guam, las islas de Saavedra (Mejit, Ailuk y Jemo, hoy islas Marshall) y las islas Marianas (escalando ahí), y tocó Samar el 27 de abril de 1565. Por la escasez de alimentos, Legazpi se vio forzado a trasladarse de isla en isla merodeando y buscando sitios donde expoliar y expandir los dominios favorecido porque los habitantes estaban enfrentados, levantando al poco los primeros asentamientos españoles. Mientras, uno de sus capitanes, Alonso de Arellano, tras separarse emprendió el regreso a Acapulco y descubrió la isla Lib (islas Marshall), así como cinco islas (Oroluk, Chuuk, Pulap, Sorol y Ngulu) en las islas Carolinas. Otro de sus capitanes, Andrés de Urdaneta zarpó de San Miguel, en Filipinas, el 1 de junio de 1565, y puso rumbo nordeste. Ascendió hasta el paralelo 40°N, donde encontró la corriente de Kuro Siwo, que le llevó por el Pacífico hasta el cabo Mendocino, en California, y desde allí, costearon rumbo sur hasta Acapulco, a donde llegó el 8 de octubre, tras haber recorrido 20.000 km en poco más de 4 meses. Urdaneta alcanzó fama universal por descubrir y documentar la ruta a través del Pacífico desde Filipinas hasta Acapulco, conocida como Ruta de Urdaneta o tornaviaje. | Siglo XVI   |
| 1567-1568     | Oc     | PAC       | Islas Solomon, Tuvalu e isla Wake                                                            | Álvaro de Mendaña encabeza una expedición con el objetivo de buscar la supuesta Terra Australis Incognita, explorar sus recursos (se pensaba que habría oro) y estudiar las posibilidades de colonización y fundar un establecimiento. Parte el 20 de noviembre de 1567 de El Callao con unos 150 hombres y dos naves (Los Reyes y Todos los Santos, capitaneadas por Pedro Sarmiento de Gamboa y Pedro de Ortega). El 15 de enero pasan por delante de la isla de Jesús (Nui, en las islas Tuvalu) y el 7 de febrero llegan sin escalas a la isla de Santa Isabel, la primera de las islas Solomon. Durante seis meses permanecieron allí y exploraron las islas cercanas y aunque no encontraron oro, el nombre de islas Salomón ya había hecho fortuna. El viaje de vuelta lo hicieron por la ruta recén descubierta por el galeón de Manila hasta Acapulco, pasando por la isla de San Francisco (isla Wake). | Siglo XVI   |
| 1563-1574     | AmS    | PAC       | Archipiélago de Juan Fernández                                                               | Juan Fernández, marino español experto en navegar la costa occidental de Sudamérica, navegando más alejado de la costa encontró una nueva ruta marítima que evitaba la corriente de Humboldt, con lo que se acortaba a 30 días,, en vez de 6 meses, el tiempo de viaje de la ruta norte-sur entre El Callao (Perú) y Valparaíso (Chile). En 1564, después de más de tres lustros de experiencia en esa ruta, logró destacarse al alcanzar el récord ya mencionado, aparte de haber avistado el archipiélago que luego lo inmortalizaría, el 22 de noviembre del mencionado año, desde una distancia de 10 millas marinas y en circunstancias que servía como maestre del navío Nuestra Señora de los Remedios. | Siglo XVI   |
| 1577-1580     | -      | Varios    |                                                                                              | Sir Francis Drake completa la segunda circunnavegación de la Tierra. | Siglo XVI   |
| 1595          | Oc     | PAC       | Islas Marquesas Islas Santa Cruz                                                             | Mendaña realiza un segundo viaje para establecer una colonia en las Salomón —para impedir que piratas ingleses se refugien en el Pacífico y ataquen las Filipinas o la costa americana— y descubre las islas Marquesas. Se embarcan en cuatro naves unas 400 personas y le acompaña su mujer Isabel de Barreto. El piloto mayor y capitán de la nave capitana era el portugués Pedro Fernández de Quirós. Partieron de nuevo del puerto de El Callao y, tras hacer escala en Paita, encontraron las Marquesas y durante diez días las exploraron. Siguieron hacia el oeste, pasando por delante de una de las islas Cook y de una de las Tuvalu hasta que llegaron a las islas de Santa Cruz, archipiélago del sur de las islas Salomón. Fundaron una colonia en la Islas Santa Cruz y Mendaña murió de malaria el 18 de octubre de 1595, haciéndose cargo de la expedición su mujer Isabel de Barreto. Al deteriorarse la situación, deciden abandonar la colonia y ponen rumbo a las Filipinas. Solo llega a puerto la nave San Gerónimo, guiada por Quirós. | Siglo XVI   |
| 1602          | AmN    | PAC       |                                                                                              | Sebastián Vizcaíno es nombrado por Gaspar de Zúñiga y Acevedo, virrey y conde de Monterrey, General para dirigir la exploración del litoral californiano en busca de puertos seguros para el galeón de Manila. Del 5 de mayo de 1602 hasta el 21 de febrero de 1603 comanda tres navíos —San Diego, Santo Tomás y Tres Reyes— explorando desde Acapulco hasta más al norte del cabo Mendocino. Durante el viaje fijaron toponimia, levantaron cartas y mapas y prepararon derroteros y diarios detallados de la costa, que servirán para la navegación hasta finales del siglo XVIII por la precisión y exactitud de los detalles. Desembarcó varias veces en California y se internó tierra adentro, aunque hubo de retroceder por la hostilidad de los nativos. El comandante de la nave Tres Reyes, Martín d'Aguilar, se separó de Vizcaíno y continuó por la costa en dirección norte hasta alcanzar las costas del actual estado de Oregón. Uno de los resultados del viaje de Vizcaíno fue un creciente entusiasmo en establecer un asentamiento español en Monterrey, asentamiento aplazado durante otros 167 años. | Siglo XVII  |
| 1606          | Aus    | Ar/Car    | Australia                                                                                    | Willem Janszoon descubre Australia en la boca del río Pennefather, en la costa occidental de la península del Cabo York, explorando sus costas desde la isla Badu en dirección sur hasta el cabo Keerweer (13°58′ S). | Siglo XVII  |
| 1606          | Oc     | PAC       | Archipiélago Tuamotu Nuevas Hébridas (Vanuatu) Islas Pitcairn Estrecho de Torres (Australia) | Pedro Fernández de Quirós encabeza la 3.ª expedición española para encontrar la Terra Australis, con tres naves Santos Pedro y Pablo, San Pedro y Los Tres Reyes. Parte de El Callao el 21 de diciembre de 1605 con 300 marineros y soldados. La expedición alcanzó en 1606 el archipiélago Tuamotu y las islas más adelante llamadas Nuevas Hébridas (Vanuatu). Descubrió la isla Ducie el 26 de enero, nombrándola La Encarnación así como Henderson en las Islas Pitcairn. Más tarde, la expedición de Quirós desembarcó en una isla grande que creyó ser parte del continente austral, y la llamó la «Austrialia del Espíritu Santo» (Espíritu Santo). Allí fundó una colonia que llamó Nueva Jerusalén, pero fue pronto abandonada debido a la hostilidad comprensible de los nativos y a desacuerdos entre los componentes de la expedición. Semanas después Quirós se hizo a la mar otra vez y el mal tiempo le separa de las otras naves y puso rumbo a Acapulco en México, a donde llegó en noviembre de 1606. Su segundo en el mando, Luis Váez de Torres, después de buscar inútilmente a Quirós, se dirigió de nuevo a Espíritu Santo, descubriendo que era una isla, y siguió buscando la Terra Australis hasta que abandonó la búsqueda y se dirigió a Manila, navegando a través del estrecho de Torres que ahora le honra con su nombre. | Siglo XVII  |
| 1616          | AmS    |           | Isla de los Estados Cabo de Hornos Islas de Tonga                                            | Jacob Le Maire y Willem Schouten descubren y nombran el estrecho de Le Maire, la isla de los Estados y el cabo de Hornos; también descubren varias islas de Tonga (Niuafo'ou, Niuatoputapu y Tafahi), Futuna y Alofi (en la moderna Wallis y Futuna), y varias islas en el archipiélago Tuamotu (Takaroa, Takapoto, Manihi, Ahe y Rangiroa) y en el archipiélago Bismarck (incluyendo Nueva Hanover y Nueva Irlanda). | Siglo XVII  |
| 1623          | Aus    | Ar/Car    |                                                                                              | Jan Carstenszoon descubre la costa occidental de la península del Cabo York, desde el cabo Keerweer hasta la boca meridional del río Gilbert; mientras su acompañante Willem Joosten van Colster descubre «Arnhemsland» y «Speultsland» (moderna Tierra de Arnhem y quizás Groote Eylandt). | Siglo XVII  |
| 1638-1641     | As     | Ojotsk    | Mar de Ojotsk                                                                                | Ivan Moskvitin dirigió una partida de reconocimiento rusa que alcanzó las costas del océano Pacífico, convirtiéndose en el primer ruso en llegar al mar de Ojotsk. | Siglo XVII  |
| 1642-1643     | Oc     | Tas       | Tasmania Nueva Zelanda Fiyi                                                                  | Abel Tasman descubre «Anthony van Diemenslandt» (Tasmania) y «Staten Landt» (Nueva Zelanda); el año siguiente descubre las islas de «t Eylandt Amsterdam» (Tongatapu), Fiyi y Nueva Bretaña. | Siglo XVII  |
| 1643          | As     | Jap       | Islas Kuriles                                                                                | Maarten Gerritsz Vries navega a lo largo de la costa oriental de «Yezo» (Hokkaidō), entre Iturup y Urup, hasta los cabos Paciencia y Aniva, en la isla de Sajalín, que supuso erróneamente, a causa de las nieblas, se trataba de parte del continente. | Siglo XVII  |
| 1643-1644     | As     | -         |                                                                                              | Vasili Poyárkov cruza los montes Stanovoi y desciende el río Zeya hasta el río Amur, que desciende hasta su desembocadura. | Siglo XVII  |
| 1648-1649     | As     | ART       | Estrecho de Bering                                                                           | Semión Dezhniov navega desde el Kolyma y es el primer occidental que cruzael estrecho de Bering doblando el cabo Dezhnev, el punto más oriental de Asia, (probando así que Asia y América están separadas), y alcanza el río Anadyr, que asciende 563 km (y construye la zimovie de Anadyrsk). | Siglo XVII  |
| 1650          | As     | -         |                                                                                              | Stadujin y Semen Motora viajan por tierra desde el Kolyma, cruzando la cordillera Nyuyskiy, hasta llegar a Anadyrsk, donde se reúne con Dezhniov. | Siglo XVII  |
| 1651-1657     | As     | Ojotsk    |                                                                                              | Stadujin viaja desde Anadyrsk hasta la boca del río Penzhina, y luego sigue hacia el oeste a lo largo de la costa septentrional del mar de Ojotsk hasta Ojotsk. | Siglo XVII  |
| 1696          | As     | -         |                                                                                              | El cosaco Luka Morozko, enviado por Vladimir Atlasov desde Anadyrsk, explora descendiendo en dirección sur casi la mitad de la costa occidental de la península de Kamchatka, alcanzando el río Tigil. | Siglo XVII  |
| 1697-1699     | As     |           | Isla de Atlasov                                                                              | Vladimir Atlasov logra alcanzar el río Golygina, en la costa suroccidental de Kamchatka, desde donde avista la isla de Atlasov (en las Kuriles); también cruza la cordillera Sredinny (dos veces), alcanzando el golfo Olyutorsky y el río Kamchatka. | Siglo XVII  |
| 1706          | As     | PAC       | Shumshu                                                                                      | Mikhail Nasedkin alcanza el cabo Lopatka y avista Shumshu, la más septentrional de las islas Kuriles. | Siglo XVIII |
| 1713          | As     | PAC       | Paramushir                                                                                   | Ivan Kozyrevsky alcanza las islas de Shumshu y Paramushir, en las Kuriles. | Siglo XVIII |
| 1722          | Oc     | PAC       | Isla de Pascua Samoa                                                                         | Jakob Roggeveen descubre Paasch Eiland (isla de Pascua) y Tutuila y Upolu. | Siglo XVIII |
| 1728          | As     | ART       | Isla San Lorenzo                                                                             | Vitus Bering navega a través del estrecho que ahora lleva su nombre; también descubre y nombra la isla San Lorenzo. | Siglo XVIII |
| 1732          | AmN    | ART       | Estrecho de Bering                                                                           | Mijaíl Gvozdev, junto con los participantes de la primera expedición a Kamchatka, los navegantes Iván Fiódorov y K. Moshkov, navegan en el Sviatoi Gavriil (San Gabriel) hasta el cabo Dezhnev, y después de reabastecerse de agua, navegaron en dirección este y pronto se acercaron a la parte continental americana en el cabo Príncipe de Gales. Cartografiaron la costa noroeste de Alaska y dejaron un mapa de su ruta. De esta manera, Fyodorov y Gvozdev completaron el descubrimiento del estrecho de Bering, iniciado antes por Dezhnev y Fedot Popov y continuado por Bering. La expedición también descubrió tres islas previamente desconocidas, las dos islas Diomedes y la isla San Lorenzo. Se considera que es el descubridor del «Large Country» (Alaska). | Siglo XVIII |
| 1741          | AmN    | ART       | Islas Aleutianas                                                                             | Bering, en la conocida como segunda expedición a Kamchatka, avista el monte San Elías, la entrada del Prince William Sound, la península de Alaska (desde el cabo Providence hasta la bahía Chignik) y varias de las islas Aleutianas (descubriendo Great Sitkin, Atka y Kiska), así como descubriendo las islas Kayak, Montague, Hinchinbrook, Sitkalidak, y las islas Shumagin y las islas del Comandante. Su segundo, Aleksei Chirikov, avista los montes Fairweather y Douglas y descubre Noyes y Baker (ambas en la costa de la isla del Príncipe de Gales), así como las islas Baranof, Chichagof, Kruzof, Yakobi, Kodiak, Afognak, varias de las Aleutianas (Umnak, Adak, Agattu, Attu, las islas de los Cuatro Volcanes) y la península de Kenai. | Siglo XVIII |
| 1766-1768     | Oc     | PAC       | Tahití Islas Pitcairn Islas Carteret                                                         | En 1766 la Royal Navy envió una nueva expedición de circunnavegación para encontrar el continente Austral en la que Philip Carteret era capitán al mando de la HMS Swallow (Golondrina) e iba acompañado de la HMS Dolphin, al mando de Samuel Wallis. Las dos naves se separaron poco después de cruzar el estrecho de Magallanes. Carteret descubrió las islas Pitcairn y las islas Carteret. En 1767, también descubrió un nuevo archipiélago dentro del canal Saint George, entre las islas de Nueva Irlanda y Nueva Bretaña (en la actual Papúa Nueva Guinea) y las nombró islas del duque de York, así como redescubrió las islas Salomón (ya avistadas por Álvaro de Mendaña en 1568) y las islas de Juan Fernández (descubiertas por Juan Fernández en 1574). Carteret estaba de regreso en Inglaterra en Spithead, el 20 de marzo de 1769. Wallis, a su vez, cruzó el Pacífico pasando por las islas Tuamotu, las islas islas de la Sociedad, Tonga y Wallis y Futuna, hasta llegar a Batavia (la actual Yakarta) donde murieron muchos de sus tripulantes de disentería. En mayo de 1768 estaba de regreso en Inglaterra, convirtiéndose el HMS Dolphin se convirtió así en el primer barco en haber realizado dos circunnavegaciones completas. El principal descubrimiento de Wallis fue la isla que bautizó como King George the Third Island o Otaheite, hoy en día Tahití, que avistó en junio de 1767. Sus informes fueron decisivos para James Cook, que entonces estaba preparando su primer viaje al Pacífico y en cuya tripulación participaron algunos de los hombres que habían navegado con Wallis. | Siglo XVIII |
| 1769          | AmN    | PAC       | Bahía de San Francisco                                                                       | Gaspar de Portolá descubre por tierra la bahía de San Francisco. | Siglo XVIII |
| 1769-1770     | Aus    |           |                                                                                              | James Cook circunnavega ambas islas de Nueva Zelanda, probando que no eran parte de Terra Australis Incognita; también descubre la costa oriental de Australia, desde el cabo Howe hasta el cabo York. | Siglo XVIII |
| 1772          | AmN    | -         |                                                                                              | Pedro Fages avista desde tierra Sierra Nevada. | Siglo XVIII |
| 1773-1775     | -      | Antártico |                                                                                              | Cook es el primero en cruzar el círculo polar antártico, alcanzando los 71°10′ S, finalmente probando la inexistencia de la Terra Australis Incognita; también descubre Nueva Caledonia y las islas Sandwich del Sur. | Siglo XVIII |
| 1774          | AmN    | PAC       | Islas de la Reina Carlota, isla de Vancouver e isla Dall                                     | Juan José Pérez Hernández explora la costa occidental de Norteamérica desde cabo Mendocino en dirección norte, descubriendo las islas de la Reina Carlota, la isla de Vancouver y la isla Dall. | Siglo XVIII |
| 1775          | AmN    | PAC       | Isla del Príncipe de Gales                                                                   | Bruno de Heceta descubre la boca del río Columbia; su compañero Juan Francisco de la Bodega y Quadra descubre la isla del Príncipe de Gales (bahía Buccareli). | Siglo XVIII |
| 1777-1778     | AmN    | PAC       | Islas Hawái Isla Christmas                                                                   | Cook descubre la isla Christmas y Hawái; también explora la costa alaskeña hasta el cabo Icy, descubriendo el Cook Inlet y el Prince William Sound. | Siglo XVIII |
| 1787          | As     | PAC       |                                                                                              | Jean-François de La Pérouse dirige la segunda expedición de circunnavegación francesa. Cartografía parte del estrecho de Tartaria, sin lograr descubrir el paso entre el continente y la isla de Sajalín. La expedición desaparece misteriosamente en 1788 en Vanikoro, islas Salomón. | Siglo XVIII |
| 1787          | AmN    | PAC       |                                                                                              | Charles William Barkley descubre el estrecho de Juan de Fuca. | Siglo XVIII |
| 1788          | Oc     | PAC       | Islas Gilbert (Kiribati)                                                                     | Thomas Gilbert y John Marshall, capitanes del Charlotte y el Scarborough, barcos de la Compañía Británica de las Indias Orientales, descubrieron los atolones de Aranuka, Kuria, Abaiang y Tarawa, en el grupo de las islas Gilbert, al regresar de llevar a los condenados a Botany Bay en 1788, rumbo a Cantón. Los barcos habían formado parte de la primera flota que llevó convictos a Australia, navegando en un convoy al mando del capitán Arthur Phillip, primer gobernador de Nueva Gales del Sur. | Siglo XVIII |
| 1790-1791     | Oc     | PAC       | Islas Marquesas (grupo norte)                                                                | Joseph Ingraham, partiendo de Boston en el Hope [Esperanza], un bergantín de 70 toneladas y tras doblar el cabo de Hornos, cruza el Pacífico para comerciar con pieles que adquirirá en la costa Noroeste de América del Norte. En esa travesía hace escala en las islas Marquesas, descubiertas por Mendaña en 1595, y navegando más al norte, descubre las islas del grupo norte, Ua Pou, Ua Huka, Nuku Hiva, Eiao y Hatutu. | Siglo XVIII |
| 1791          | AmN    | PAC       |                                                                                              | Francisco de Eliza descubre el «Canal de Nuestra Señora del Rosario» (estrecho de Georgia); José María Narváez explora up it, pasando la boca del río Fraser y alcanzando tan al norte como la isla Texada. | Siglo XVIII |
| 1791-1794     | AmN    | PAC       |                                                                                              | George Vancouver, junto con William Broughton, Peter Puget, Joseph Whidbey y James Johnstone, cartografía la costa de los modernos estados de Oregón y Washington, de la Columbia Británica y el Alaska Panhandle, descubriendo las islas Admiralty, Mitkof y Wrangell en el archipiélago Alexander, así como probando la insularidad de la isla Kuiu y las islas Revillagigedo; también cartografía el Admiralty Inlet y el Puget Sound y descubre las islas Chatham y Snares. | Siglo XVIII |
| 1792          | AmN    | PAC       |                                                                                              | Dionisio Alcalá Galiano y Cayetano Valdés y Flores circunnavegan la isla de Vancouver, probando su insularidad. | Siglo XVIII |
| 1792          | AmN    | PAC       |                                                                                              | Jacinto Caamaño entra en el estrecho Clarence, mostrando que gran parte de la región del Panhandle de Alaska era un archipiélago, no el continente, como se suponía; también avista el suroeste de la costa de la isla Revillagigedo. | Siglo XVIII |
| 1797-1798     | Aus    | Tas       | Estrecho de Bass                                                                             | George Bass explora desde el cabo Howe hasta Western Port, descubriendo el estrecho de Bass. | Siglo XVIII |
| 1798          | Oc     | PAC       | Nauru                                                                                        | John Fearn descubre “Pleasant Island” (Nauru). | Siglo XVIII |
| 1798-1799     | Oc     | Tas       |                                                                                              | Matthew Flinders y George Bass circunnavegan Tasmania, probando su insularidad. | Siglo XVIII |
| 1802          | Aus    | Tas       |                                                                                              | John Murray descubre la bahía Port Phillip. | Siglo XIX   |
| 1802          | Aus    |           |                                                                                              | Nicolas Baudin explora la costa australiana desde el cabo Banks hasta la bahía Encounter, donde se encuentra con Flinders. | Siglo XIX   |
| 1802-1803     | Aus    |           |                                                                                              | Flinders circunnavega Australia. | Siglo XIX   |
| 1806          | Oc     | PAC       | Islas Auckland                                                                               | Abraham Bristow descubre las islas Auckland. | Siglo XIX   |
| 1810          | Oc     | PAC       | Isla Campbell e isla Macquarie                                                               | Frederick Hasselborough descubre la isla Campbell y las isla Macquarie en el Pacífico Sur. | Siglo XIX   |
| 1825          | Oc     | PAC       |                                                                                              | El capitán inglés George Anson Byron, 7.º barón Byron, primo del poeta, descubrió la isla Malden (grupo de islas de la Línea) el 30 de julio de 1825 en el Pacífico central mientras repatriaba los restos del rey y la reina de Hawái, que habían muerto de sarampión durante su visita a Londres. | Siglo XIX   |
| 1826          | Oc     | PAC       | Archipiélago Tuamotu                                                                         | Frederick William Beechey en un viaje en el que intenta encontrar el Paso del Noroeste, descubre Vanavana, Fangataufa y Ahunui en el archipiélago Tuamotu. | Siglo XIX   |